# Quintette « Primavera II »
Le Quintette « Primavera II », op. 223, est un quintette pour flûte, violon, alto, violoncelle et harpe de Charles Koechlin. Composé en 1949, il est créé le 21 octobre 1952 par son dédicataire le Quintette Pierre Jamet.

## Présentation
Le Quintette « Primavera II » est composé entre avril et octobre 1949 par Charles Koechlin. Deuxième quintette avec harpe du compositeur après son Quintette «  Primavera » de 1936, il est dédié au quintette du harpiste Pierre Jamet, formation constituée d'une flûte, une harpe, un violon, un alto et un violoncelle.
L'œuvre est en quatre mouvements :
1. Allegro
2. Intermezzo
3. Andante con moto (Soleil au matin)
4. Final : Allegro con moto

Le Quintette « Primavera II » , « dont chacun des quatre mouvements explore un univers particulier », est créé à Paris, salle Berlioz, le 21 octobre 1952 par le Quintette Pierre Jamet, lors d'un concert hommage au compositeur. Pour le musicologue Pierre Vachon, « Koechlin s'y montre partout d'une oreille toujours infaillible pour ce qui fait exactement bien sonner autant l'instrument comme tel, que son utilisation en mélanges divers ».
La partition, qui porte le numéro d'opus 223, est éditée par les éditions Eschig.

## Discographie
- Autour de la harpe, avec la Sérénade d'Albert Roussel, Prélude, Marine et Chansons de Guy Ropartz, la Sonate pour flûte, alto et harpe de Claude Debussy, Introduction et Allegro de Maurice Ravel, Montreal Chamber Players, Jennifer Swartz (harpe), ATMA Classique ACD2 2356, 2006[3].